# Gola Grodkowska
Gola Grodkowska – wieś w Polsce położona w województwie opolskim, w powiecie brzeskim, w gminie Grodków.
Przysiółkiem wsi jest Golka.

## Zabytki
Do wojewódzkiego rejestru zabytków wpisany jest spichrz dworski, z pierwszej poł. XIX w.